# 趙宗瑗
趙宗瑗（11世纪？—1088年），北宋宗室。宋太宗曾孙，赵元份之孙，赵允让第十一子，宋英宗的哥哥。
熙宁四年（1071年），宋神宗下詔，賜濮王子通州防禦使趙宗隱芳林園宅一區，計口計屋。後趙宗博、趙宗瑗、趙宗藎也是如此。熙宁八年（1075年），朝廷按照趙宗瑗母例贈郡夫人，贈邵州團練使趙宗藎所生母、永和縣太君皇甫氏永嘉郡太夫人。元丰六年（1083年），趙宗瑗以鎮寧軍留后升任為崇信軍節度使、漢東郡王。元祐三年（1088年）五月癸亥，昭信軍節度使、開府儀同三司趙宗瑗去世，贈太師，追封崇國王，谥号孝溫。宋哲宗下詔，特輟視朝三日，車駕臨奠，前去後苑，舉哀成服。

## 诸子
- 赵仲𣲫，右监门率府率
- 赵仲诘，建安郡公
- 赵仲諿，信都侯
- 赵仲诏，华阴侯
- 赵仲譁，安康郡公
- 赵仲𧨳，保大军承宣使